# 新紀トクソウグループ
一般社団法人新紀トクソウグループ（しんきトクソウグループ）は、和歌山県和歌山市を拠点とする社団法人。

## 概要
近畿圏内を中心に特殊清掃、消臭消毒、完全消臭作業、リフォーム、エアコンクリーニング、ハウスクリーニング等、トータルサポートを行う。